# ダラス・フォートワース複合都市圏
ダラス・フォートワース複合都市圏（ダラス・フォートワースふくごうとしけん、Dallas/Fort Worth Metroplex）、正式名称: ダラス・フォートワース・アーリントン大都市統計地域（ダラス・フォートワース・アーリントンだいとしとうけいちいき、Dallas-Fort Worth-Arlington, TX Metropolitan Statistical Area）は、アメリカ合衆国テキサス州北部の都市圏。全米第9の都市である同州ダラス市に郡庁を置くダラス郡、およびフォートワース市に郡庁を置くタラント郡の両郡を中心に11郡にまたがり、その面積は22,000km2を超え、北関東4県（茨城県・栃木県・群馬県・埼玉県）をあわせた面積にほぼ相当する。人口は7,637,387人（2020年国勢調査）で、ニューヨーク、ロサンゼルス、シカゴの各都市圏に次いで全米第4という規模である。この都市圏にシャーマン・デニソン都市圏、および周辺の7つの小都市圏を加えた広域都市圏は19郡（うち1郡はオクラホマ州内）にまたがり、その面積は約40,000km2、人口は8,121,108人（2020年国勢調査）を数える。

## 語義
metroplexという語はmetropolis（大都市）とcomplex（複合）のかばん語で、北テキサス理事会（North Texas Commission、NTC）と協働していた3つの広告代理店のうちの1つで、ダラスに本社を置くトレイシー・ロック社で副社長を務めていたハーブ・チャップマンが、この地域のマーケティング戦略の一環として創ったものである。NTCは1972年2月に、「北テキサス」というありふれた、しかし州外では認知されづらい名称に代わって、このmetroplexという語を用いた"Southwest Metroplex"という語に著作権を登録した。事実、NTCが州外の大手企業役員を対象として行った調査では、ダラス・フォートワースが「北テキサス」の一部であると回答した者はわずか38%にとどまった一方で、28%が州の北端にあたる北西部のパンハンドル地域等を指すと回答し、また34%はどこを指すのか判らないと回答した。

## 構成する郡
右図はテキサス州におけるダラス・フォートワース広域都市圏の位置を示している。この広域都市圏に含まれる都市圏および小都市圏はそれぞれ、下記の色で示されている。なお、下記の都市圏および小都市圏のうち、デュラント小都市圏のみはオクラホマ州にある。
  ダラス・フォートワース・アーリントン都市圏（ダラス・フォートワース複合都市圏）
  シャーマン・デニソン都市圏
  アセンズ小都市圏
  グランベリー小都市圏
  コルシカーナ小都市圏
  デュラント小都市圏
  ゲインズビル小都市圏
  ボナム小都市圏
  ミネラルウェルズ小都市圏
ダラス・フォートワース複合都市圏・広域都市圏を形成する各郡と、その人口および面積は以下の通りである（2020年国勢調査）。
| 都市圏/小都市圏                            | 郡               | 州           | 人口        | 陸地面積  |
| ------------------------------------------ | ---------------- | ------------ | ----------- | --------- |
| ダラス・フォートワース・アーリントン都市圏 | ダラス郡         | テキサス州   | 2,613,539人 | 2,261km2  |
| ダラス・フォートワース・アーリントン都市圏 | タラント郡       | テキサス州   | 2,110,640人 | 2,238km2  |
| ダラス・フォートワース・アーリントン都市圏 | コリン郡         | テキサス州   | 1,064,465人 | 2,178km2  |
| ダラス・フォートワース・アーリントン都市圏 | デントン郡       | テキサス州   | 906,422人   | 2,274km2  |
| ダラス・フォートワース・アーリントン都市圏 | エリス郡         | テキサス州   | 192,455人   | 2,424km2  |
| ダラス・フォートワース・アーリントン都市圏 | ジョンソン郡     | テキサス州   | 179,927人   | 1,878km2  |
| ダラス・フォートワース・アーリントン都市圏 | パーカー郡       | テキサス州   | 148,222人   | 2,339km2  |
| ダラス・フォートワース・アーリントン都市圏 | カウフマン郡     | テキサス州   | 145,310人   | 2,023km2  |
| ダラス・フォートワース・アーリントン都市圏 | ロックウォール郡 | テキサス州   | 107,819人   | 329km2    |
| ダラス・フォートワース・アーリントン都市圏 | ハント郡         | テキサス州   | 99,956人    | 2,176km2  |
| ダラス・フォートワース・アーリントン都市圏 | ワイズ郡         | テキサス州   | 68,632人    | 2,341km2  |
| ダラス・フォートワース・アーリントン都市圏 | 小計             | 小計         | 7,637,387人 | 22,461km2 |
| シャーマン・デニソン都市圏                 | グレイソン郡     | テキサス州   | 135,543人   | 2,416km2  |
| アセンズ小都市圏                           | ヘンダーソン郡   | テキサス州   | 82,150人    | 2,264km2  |
| グランベリー小都市圏                       | フッド郡         | テキサス州   | 61,598人    | 1,090km2  |
| コルシカーナ小都市圏                       | ナバロ郡         | テキサス州   | 52,624人    | 2,616km2  |
| デュラント小都市圏                         | ブライアン郡     | オクラホマ州 | 46,067人    | 2,341km2  |
| ゲインズビル小都市圏                       | クック郡         | テキサス州   | 41,668人    | 2,266km2  |
| ボナム小都市圏                             | ファニン郡       | テキサス州   | 35,662人    | 2,308km2  |
| ミネラルウェルズ小都市圏                   | パロピント郡     | テキサス州   | 28,409人    | 2,466km2  |
| 合計                                       | 合計             | 合計         | 8,121,108人 | 40,228km2 |

## 人口推移
以下にダラス・フォートワース複合都市圏における1950年から2020年までの人口推移を表およびグラフで示す。
なお、1950年から1970年までは、ダラス都市圏とフォートワース都市圏は別個の都市圏として定義されていた。そのため、下表においては、1950年から1970年までの行については、人口欄の左列にダラス都市圏の、また右列にフォートワース都市圏の人口をそれぞれ示す。また、グラフについては、それぞれ下記の色にて示す。
| 統計年 | 人口        | 人口        |
| ------ | ----------- | ----------- |
| 1950年 | 614,799人   | 361,253人   |
| 1960年 | 1,083,601人 | 573,215人   |
| 1970年 | 1,555,950人 | 762,086人   |
| 1980年 | 2,974,805人 | 2,974,805人 |
| 1990年 | 3,885,415人 | 3,885,415人 |
| 2000年 | 5,221,801人 | 5,221,801人 |
| 2010年 | 6,366,542人 | 6,366,542人 |
| 2020年 | 7,637,387人 | 7,637,387人 |

  ダラス都市圏
  フォートワース都市圏
  ダラス・フォートワース複合都市圏

## 主な都市
その名が示す通り、ダラス・フォートワース複合都市圏の中心となっている都市はダラスおよびフォートワースである。両市のちょうど中間に位置するアーリントンは、都市の性質としては両市の郊外都市であるものの、人口規模が大きく、都市圏におけるスポーツイベントや観光、製造業の中心となっていることから、都市圏の正式名称が示すように、第3の中心都市とみなされることもある。都市圏内のそれら以外の都市は、小規模な中心市街地を有し、都市圏における重要な雇用主である企業が本社を置いているところもあるものの、概ね郊外型の住宅地が広がっており、ベッドタウンとみなされている。知名度の低い郊外都市の数があまりにも多いため、都市圏内の住民は自らの居住地を、南北の幹線で、都市圏内では東西に分かれてダラスおよびフォートワースのそれぞれを通るI-35になぞらえて、「ダラス側」、「フォートワース側」、もしくは「アーリントン地域」と呼ぶことがある。この場合の「アーリントン地域」とは、通常はダラス・フォートワース国際空港のすぐ南、概ねI-20とI-30の間を指す。
ダラス・フォートワース複合都市圏内の都市のうち、人口100,000人以上の都市（2020年国勢調査）を下表に示す。なお、以下に挙げる都市は全てテキサス州内にある。
| 都市圏内 順位 | 州内 順位 | 全米 順位 | 都市               | 郡                             | 人口        |
| ------------- | --------- | --------- | ------------------ | ------------------------------ | ----------- |
| 1             | 3         | 9         | ダラス             | ダラス郡                       | 1,304,379人 |
| 2             | 5         | 13        | フォートワース     | タラント郡                     | 918,915人   |
| 3             | 7         | 50        | アーリントン       | タラント郡                     | 394,266人   |
| 4             | 9         | 74        | プレイノ           | コリン郡                       | 285,494人   |
| 5             | 11        | 87        | アービング         | ダラス郡                       | 256,684人   |
| 6             | 13        | 92        | ガーランド         | ダラス郡                       | 246,018人   |
| 7             | 14        | 120       | フリスコ           | コリン郡・デントン郡           | 200,509人   |
| 8             | 16        | 128       | グランドプレーリー | ダラス郡・タラント郡           | 196,100人   |
| 9             | 17        | 129       | マッキニー         | コリン郡                       | 195,308人   |
| 10            | 21        | 180       | メスキート         | ダラス郡                       | 150,108人   |
| 11            | 23        | 197       | デントン           | デントン郡                     | 139,869人   |
| 12            | 25        | 214       | キャロルトン       | ダラス郡・コリン郡・デントン郡 | 133,434人   |
| 13            | 30        | 240       | リチャードソン     | ダラス郡・コリン郡             | 119,469人   |
| 14            | 35        | 274       | ルイスビル         | デントン郡                     | 111,822人   |
| 15            | 38        | 306       | アレン             | コリン郡                       | 104,627人   |

## 地理

### 地形と地質
ダラス・フォートワース複合都市圏の大部分はプレーリーに位置し、少しだけ起伏はあるものの概ね平坦で、森林の中に大小の川を堰き止めて造られた人造湖が点在する。都市圏の東半分はメキシコ湾岸平原のブラックランド・プレーリーにかかっており、その名が示す通り、ダラス郡をはじめ、エリス、カウフマン、コリン、ハント、ロックウォール各郡の農村部には肥沃な黒土が分布している。
一方、都市圏の西半分、タラント郡をはじめ、サマーベル、ジョンソン、デントン、パーカー、フッド、ワイズの各郡はグランドプレーリーにかかっている。クロス・ティンバーズやフォートワース・プレーリーとも呼ばれるこの地帯の土壌は、ブラックランド・プレーリーほど肥沃ではなく、より軟岩質である。そのため、この地帯の農村部は、その大部分が牧場となっている。また、この地帯の地下にはバーネット頁岩層が広がっており、大規模なシェールガス田となっている。タラント、デントン、ワイズ各郡には多数の天然ガス井が掘られ、操業している。また、この地帯では土地利用が変化し続けたため、住宅地や商業地に囲まれて農地が点在する形になっている。
ダラス・フォートワースの南には、州中央部のテキサス・ヒル・カントリーに似た、起伏に富んだ丘陵地帯が、南北24kmほどにわたって広がっている。

### 気候
ダラス・フォートワース複合都市圏の気候は、やや乾燥して暑い夏と温暖な冬に特徴付けられる。最も暑い8月の最高気温の平均は35℃を超え、最低気温の平均は約24℃、平均気温は約30℃である。最も寒い1月の平均気温は約8℃、最低気温は月の約1/3が氷点下に下がるものの平均は2℃ほどであり、日中は14℃程度まで上がる。降水量は春から初夏の3月から6月にかけて、および秋季の10月には多く、月間80-120mm程度、その他の月は月間50-70mm程度である。年間降水量は900mm強である。冬季の降雪はまれである。ケッペンの気候区分では、ダラス・フォートワース複合都市圏は南部に広く分布する、温暖湿潤気候（Cfa）に属する。
|               | 1月  | 2月  | 3月  | 4月  | 5月   | 6月  | 7月  | 8月  | 9月  | 10月  | 11月 | 12月 | 年    |
| ------------- | ---- | ---- | ---- | ---- | ----- | ---- | ---- | ---- | ---- | ----- | ---- | ---- | ----- |
| 平均気温（℃） | 7.7  | 9.9  | 14.2 | 18.6 | 23.3  | 27.4 | 29.6 | 29.8 | 25.6 | 19.7  | 13.7 | 8.4  | 19.1  |
| 降水量（mm）  | 53.3 | 68.6 | 88.9 | 78.7 | 124.5 | 96.5 | 55.9 | 48.3 | 66.0 | 106.7 | 68.6 | 66.0 | 922.0 |

## 政治
20世紀後期に白人保守層が共和党支持に転向して以来、ダラス・フォートワース複合都市圏では大統領選挙を含むすべての選挙において、共和党が強い勢力を持っている。ダラスやフォートワースをはじめ、アーリントンやグランドプレーリーといった都市部（特にI-35W以東）では民主党が強いものの、ダラス市北部やフォートワース市西部、都市圏内の郊外都市および農村部では圧倒的に共和党が強く、全体としては共和党優勢となっている。しかし、2020年は民主党（ジョー・バイデン/カマラ・ハリス）がやや優勢であった。

## 経済

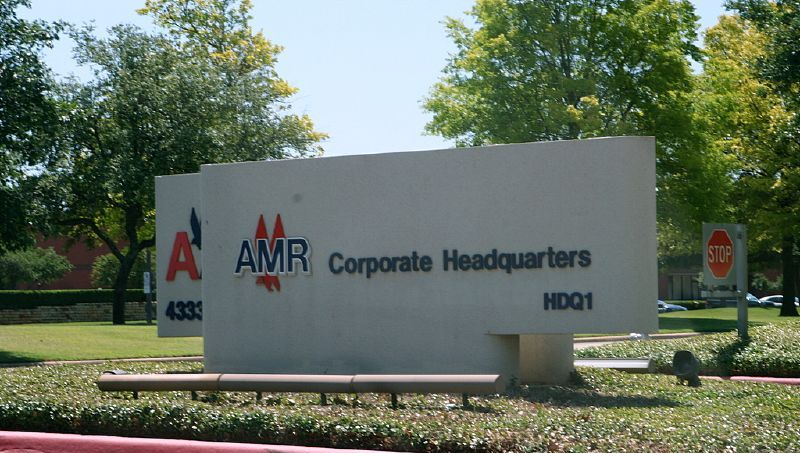
アメリカン航空、およびその親会社であるAMRコーポレーションの本社

ダラス・フォートワース複合都市圏は全米で、そして世界でも有数の経済の中心地である。2016年、この都市圏の実質域内総生産は5000億ドルを超え、全米4位、全世界でも17位という規模であった。2017年には、ダラス・フォートワース複合都市圏にはフォーチュン500に入る企業22社が本社を置き、これはヒューストン都市圏の20社を上回ってテキサス州最多、全米でもニューヨーク都市圏の63社、シカゴ都市圏の34社に次いで3番目に多い数であった。
ダラス・フォートワース複合都市圏の地域経済は銀行業、商業、電気通信業、ハイテク産業、エネルギー産業、医療・保健産業、および運輸・ロジスティクス産業によって主に支えられている。特にハイテク産業の集積は「シリコンプレーリー」として知られている。
また、ダラス・フォートワース複合都市圏の住宅価格は、 スタンダード・アンド・プアーズが毎月公表している、S&Pケース・シラー住宅価格指数の20大都市圏指数の算出に使われている。
| ダラス・フォートワース複合都市圏に本社を置くフォーチュン500企業（2018年） | ダラス・フォートワース複合都市圏に本社を置くフォーチュン500企業（2018年） | ダラス・フォートワース複合都市圏に本社を置くフォーチュン500企業（2018年） | ダラス・フォートワース複合都市圏に本社を置くフォーチュン500企業（2018年） |
| 順位                                                                      | 企業名                                                                    | 業種                                                                      | 本社所在地                                                                |
| ------------------------------------------------------------------------- | ------------------------------------------------------------------------- | ------------------------------------------------------------------------- | ------------------------------------------------------------------------- |
| 2                                                                         | エクソンモービル                                                          | 石油精製                                                                  | アービング                                                                |
| 9                                                                         | AT&T                                                                      | 電気通信                                                                  | ダラス                                                                    |
| 64                                                                        | エナジー・トランスファー・エクイティ                                      | パイプライン                                                              | ダラス                                                                    |
| 71                                                                        | アメリカン航空                                                            | 航空                                                                      | フォートワース                                                            |
| 142                                                                       | サウスウエスト航空                                                        | 航空                                                                      | ダラス                                                                    |
| 147                                                                       | テネット・ヘルスケア                                                      | ヘルスケア                                                                | ダラス                                                                    |
| 153                                                                       | フロア・コーポレーション                                                  | 建設                                                                      | アービング                                                                |
| 163                                                                       | キンバリー・クラーク                                                      | 家庭・個人用品                                                            | アービング                                                                |
| 192                                                                       | テキサス・インスツルメンツ                                                | 半導体・電子部品                                                          | ダラス                                                                    |
| 206                                                                       | ホリーフロンティア                                                        | 石油精製                                                                  | ダラス                                                                    |
| 211                                                                       | D.R.ホートン                                                              | 建設                                                                      | アーリントン                                                              |
| 235                                                                       | J.C.ペニー                                                                | 小売                                                                      | プレイノ                                                                  |
| 297                                                                       | ジェイコブス・エンジニアリング                                            | 建設                                                                      | ダラス                                                                    |
| 322                                                                       | GameStop                                                                  | 小売                                                                      | グレイプバイン                                                            |
| 362                                                                       | ディーン・フーズ                                                          | 食品加工                                                                  | ダラス                                                                    |
| 365                                                                       | アライアンス・データ・システムズ                                          | 金融データサービス                                                        | プレイノ                                                                  |
| 397                                                                       | ヤム・チャイナ・ホールディングス                                          | 飲食店チェーン                                                            | プレイノ                                                                  |
| 400                                                                       | ビルダーズ・ファーストソース                                              | 建築材料・ガラス                                                          | ダラス                                                                    |
| 418                                                                       | ドクターペッパー・スナップル・グループ                                    | 飲料                                                                      | プレイノ                                                                  |
| 455                                                                       | セラニーズ                                                                | 石油化学                                                                  | アービング                                                                |
| 497                                                                       | パイオニア・ナチュラル・リソーシズ                                        | 石油・天然ガス                                                            | アービング                                                                |
| 499                                                                       | ビストラ・エナジー                                                        | エネルギー                                                                | アービング                                                                |

## 交通

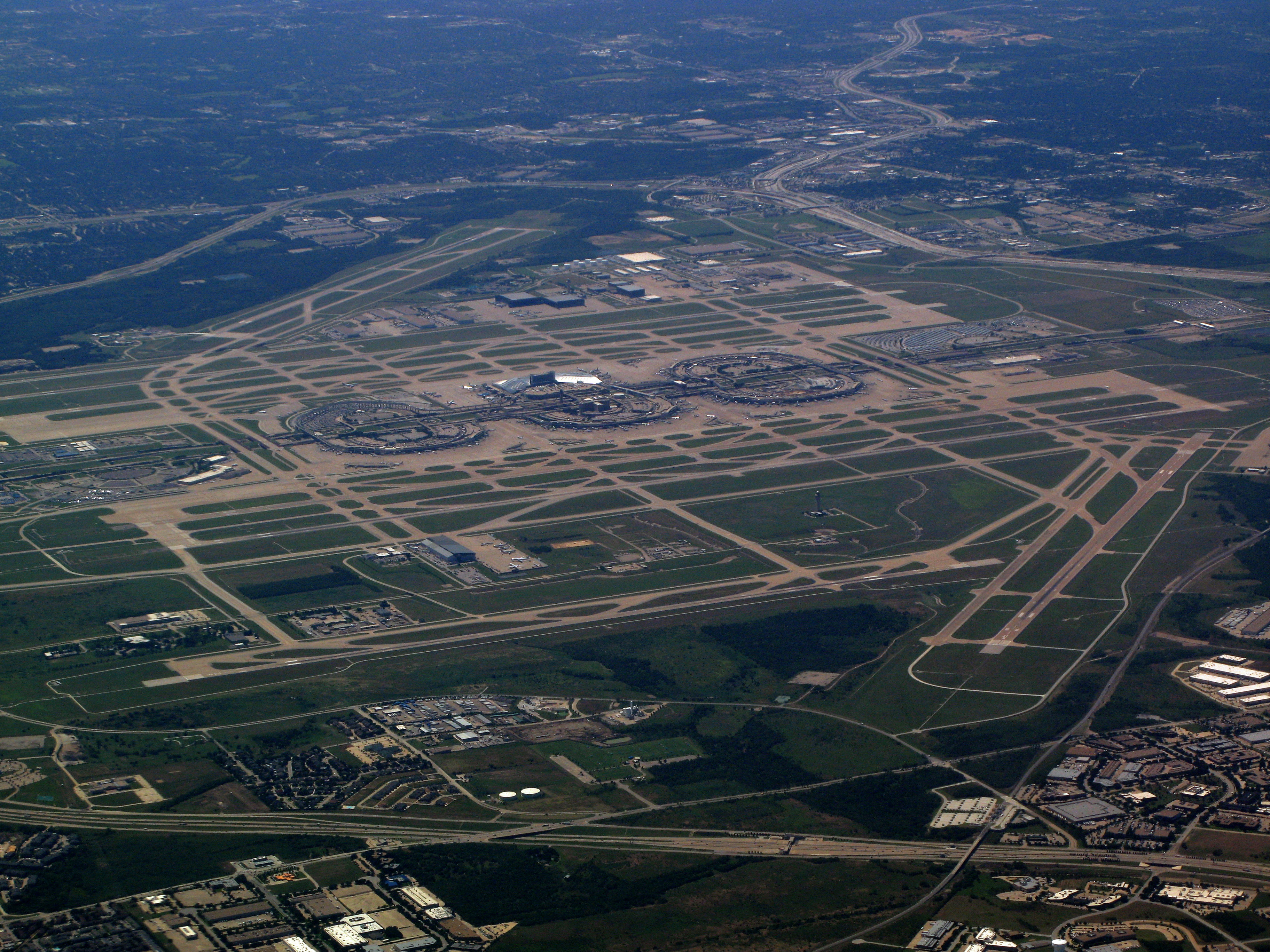
ダラス・フォートワース国際空港

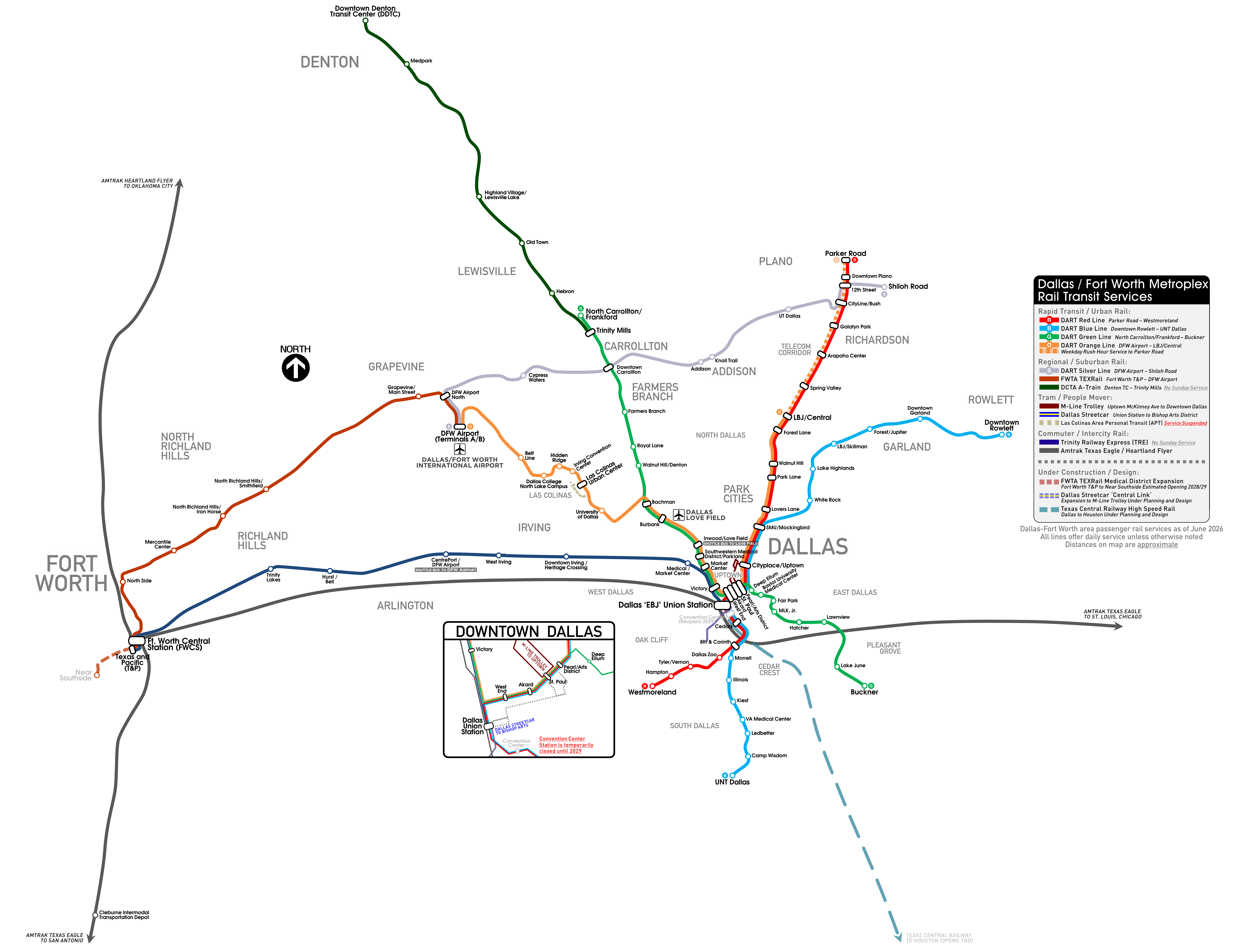
ダラス・フォートワース複合都市圏内の鉄道路線図

ダラス・フォートワース複合都市圏の第1空港は、ダラス・フォートワース両市の中間に立地するダラス・フォートワース国際空港（IATA: DFW）である。同空港は1974年に、それまで使われていたが手狭になった、ダラスのラブフィールド空港（IATA: DAL）、およびフォートワースのグレーター・サウスウェスト空港（廃止）に代わる、複合都市圏の統一空港として開港した。同空港は17,207エーカー（6,963ha）の敷地に7本の滑走路を有し、その広さはマンハッタン島よりも広く、全米の空港の中でもデンバー国際空港に次ぐ。同空港はその隣に本社を置くアメリカン航空最大のハブ空港であり、同社やワンワールド加盟航空会社の便を中心に国内外200都市以上からの直行便が就航し、発着便数、利用客数ともに全米4位（前者は世界でも4位、後者は世界12位）である。
ダラス・ラブフィールド空港は、その隣に本社を置くサウスウエスト航空のハブ空港として使われている。
ダラス・フォートワース複合都市圏ではI-20、I-30、I-35、およびI-45の4本の州間高速道路が交わる。I-35は複合都市圏内で東西に分かれ、I-35E（東）はダラスを、I-35W（西）はフォートワースをそれぞれ通る。これらの高速道路や、その支線であるI-345、I-635、I-820、また高速道路規格になっている国道および州道をあわせて、複合都市圏内には大規模な高速道路網が構築されている。これらの高速道路の一部には、相乗り促進のために、規定人数以上を乗せた車両のみ通行可能なHOVレーンも設けられている。
ダラスのユニオン駅、およびフォートワースの複合交通センターの駅には、シカゴとサンアントニオ（うち週3便はサンセット・リミテッド号に連結してロサンゼルスへ直行）を結ぶアムトラックの長距離列車テキサス・イーグル号が停車する。また、フォートワースの駅はオクラホマシティへと向かう中距離列車ハートランド・フライヤー号の南の起点/終点ともなっている。
ダラス高速運輸公社（DART）は、ダラスを中心に4本のライトレール路線を運行している。そのうちの1本、オレンジラインはダラス・フォートワース国際空港へと向かい、空港連絡鉄道としての役割を果たしている。加えて、都市圏内ではダラスとフォートワースを結ぶトリニティ・レールウェイ・エクスプレスや、デントンとキャロルトン（トリニティ・ミルズ駅でライトレールのグリーンラインに接続）を結ぶAトレインといった通勤列車も運行されている。

## 高等教育
| 南メソジスト大学 |  | テキサスクリスチャン大学 |  | 北テキサス大学 |
| 南メソジスト大学 |  | テキサスクリスチャン大学 |  | 北テキサス大学 |

テキサス州は6つの州立大学システムを抱えているが、そのうちの3つがダラス・フォートワース複合都市圏にキャンパスを置いている。テキサス大学システムはアーリントン校、およびリチャードソンにダラス校を置いている。テキサスA&M大学システムは、複合都市圏の北東端、ハント郡にコマース校を置いている。北テキサス大学システムはデントンに本校を、またダラス市南部にダラス校をそれぞれ置いている。このほか、6つの州立大学システムのいずれにも属さない州公立の独立校として、デントンにテキサス女子大学（1994年に男女共学化）が立地している。
私立大学では、USニューズ&ワールド・レポート誌の大学ランキングで全米100位以内に入る、南メソジスト大学およびテキサスクリスチャン大学が双璧を成す。南メソジスト大学はダラス市北部に囲まれたユニバーシティパーク市に、またテキサスクリスチャン大学はフォートワース市南西部に、それぞれキャンパスを構えている。このほか著名な私立大学としては、アービングのダラス大学、ダラス・バプテスト大学、フォートワースのテキサス・ウェズリアン大学等が挙げられる。

## 文化

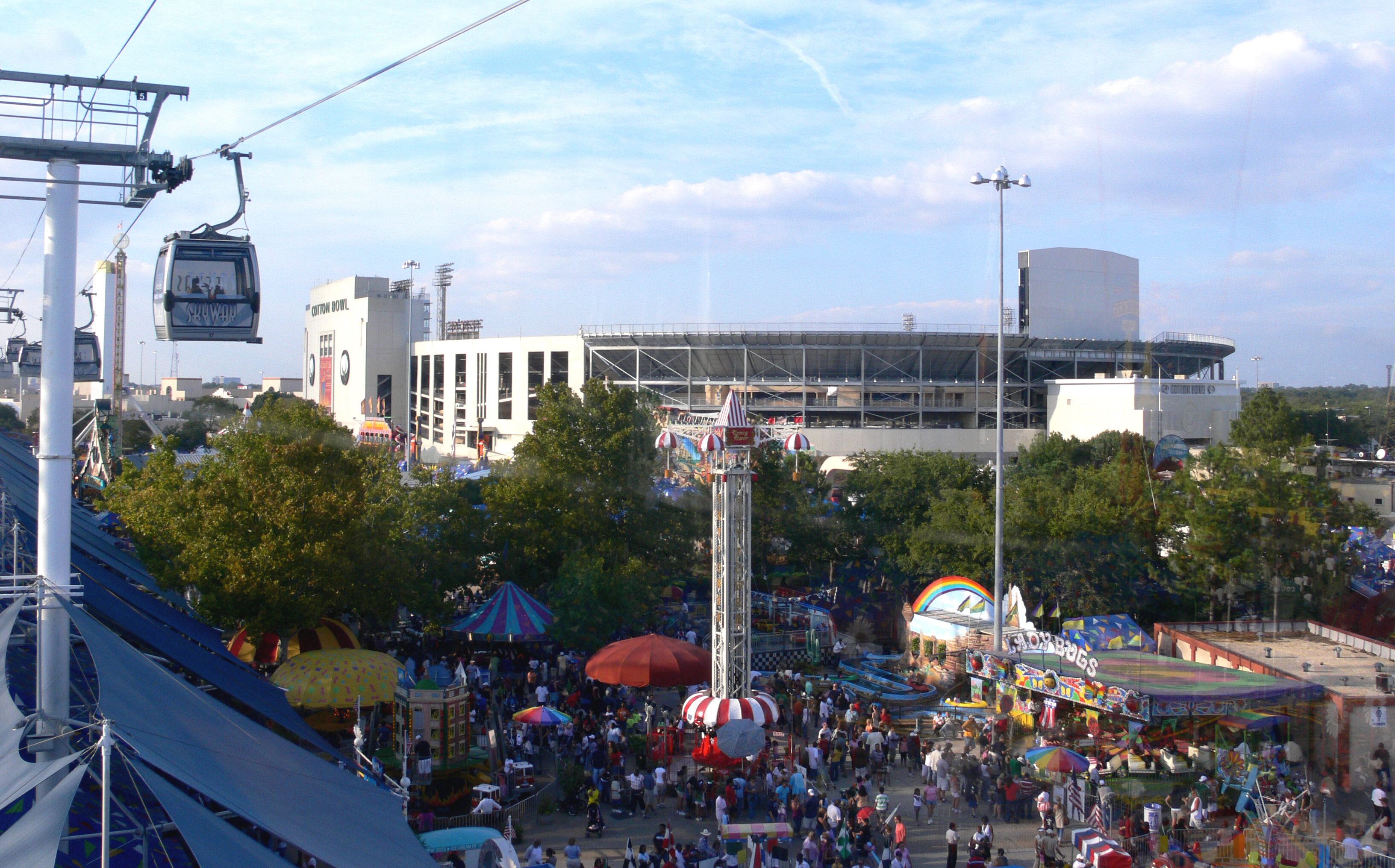
ステート・フェア・オブ・テキサス

全米最大のステート・フェア、ステート・フェア・オブ・テキサスはダラスのダウンタウンの東に立地するフェア・パークで行われる。このイベントは9月の最終金曜日から24日間にわたって行われ、会期中の来場者数は毎年300万人前後にのぼる。

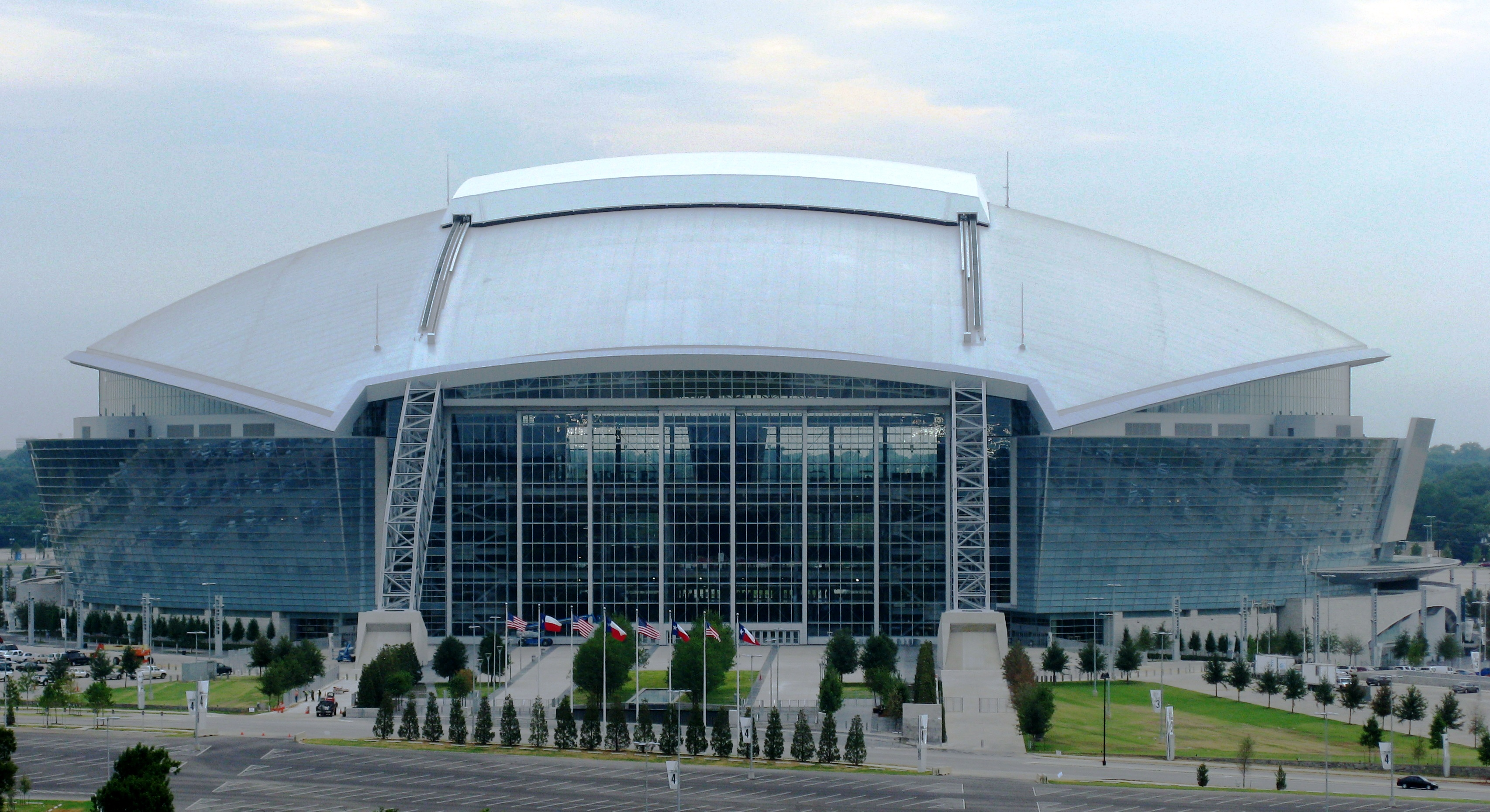
AT&Tスタジアム

ダラス・フォートワース複合都市圏内には大小様々な美術館や博物館が立地するが、とりわけフォートワースのダウンタウンの西、テキサスクリスチャン大学の北に広がる文化地区には、エイモン・カーター・アメリカ美術館、フォートワース近代美術館、フォートワース科学歴史博物館、国立カウガール博物館・殿堂等、多数の美術館・博物館が集中している。また、文化地区の南にはフォートワース植物園が立地し、その敷地内には日本庭園もある。
ダラス・フォートワース複合都市圏は北米4大プロスポーツリーグ（MLB、NFL、NBA、NHL）の全てがチームを置く、全米12の都市圏のうちの1つである。このうち、MLBのテキサス・レンジャーズとNFLのダラス・カウボーイズの本拠地はアーリントンにあり、前者はグローブライフ・パーク・イン・アーリントンを、後者はAT&Tスタジアムをそれぞれホームとしている。また、AT&Tスタジアムは、2014年シーズンから始まったカレッジフットボール・プレーオフにおいて、6大ボウルゲームのうちの1つであるコットンボウルの会場ともなっている。一方、NBAのダラス・マーベリックスとNHLのダラス・スターズは、共にダラスのダウンタウンの北に立地するアメリカン・エアラインズ・センターを本拠地としている。
| ダラス・フォートワース複合都市圏におけるメジャー・プロスポーツ | ダラス・フォートワース複合都市圏におけるメジャー・プロスポーツ | ダラス・フォートワース複合都市圏におけるメジャー・プロスポーツ | ダラス・フォートワース複合都市圏におけるメジャー・プロスポーツ | ダラス・フォートワース複合都市圏におけるメジャー・プロスポーツ |
| チーム                                                         | スポーツ                                                       | リーグ                                                         | 本拠地                                                         | 所在地                                                         |
| -------------------------------------------------------------- | -------------------------------------------------------------- | -------------------------------------------------------------- | -------------------------------------------------------------- | -------------------------------------------------------------- |
| テキサス・レンジャーズ                                         | 野球                                                           | MLB、ア・リーグ西地区                                          | グローブライフ・パーク・イン・アーリントン                     | アーリントン                                                   |
| ダラス・カウボーイズ                                           | フットボール                                                   | NFL、NFC東地区                                                 | AT&Tスタジアム                                                 | アーリントン                                                   |
| ダラス・マーベリックス                                         | バスケットボール                                               | NBA、西カンファレンス南西地区                                  | アメリカン・エアラインズ・センター                             | ダラス                                                         |
| ダラス・スターズ                                               | アイスホッケー                                                 | NHL、西カンファレンス中地区                                    | アメリカン・エアラインズ・センター                             | ダラス                                                         |

このほか、MLSのFCダラスはフリスコにあるトヨタ・スタジアムを、またWNBAのダラス・ウィングズはテキサス大学アーリントン校のカレッジ・パーク・センターを、それぞれ本拠地としている。
また、ダラス・フォートワース複合都市圏内にはNCAAディビジョンIのカンファレンス3つが本部を置いている。ビッグ12カンファレンスおよびカンファレンスUSAの本部はアービングに、またサウスランドカンファレンスの本部はフリスコに、それぞれ置かれている。
ダラスとフォートワースはそれぞれ、ダラス・モーニングニュースおよびフォートワース・スター・テレグラムという地元新聞紙を持っている。当初は両紙とも、それぞれの郡内で読まれるにとどまっていたが、都市圏の発展と共に購読地域も広がり、現在では両紙ともに複合都市圏内で広く読まれている。
また、ダラス・フォートワース複合都市圏にはABC、CBS、NBCの3大ネットワーク全てに加えて、FOXおよびPBSも含めた主要なネットワークが支局を置いている。ABC系列のWFAA、FOX系列のKDFW、およびPBS系列のKERAはダラスに、またCBS系列のKTVTおよびNBC系列のKXASはフォートワースに、それぞれ支局を置いている。

## 註
1. 1 2 3 4  QuickFacts. U.S. Census Bureau. 2020年.
2. ↑  Alsobrook, Bruce. "Harve Chapman's left an indelible mark on North Texas, failing at only one goal he's set for himself: Retirement". The Sulphur Springs News-Telegram. 2011年12月10日.
3. ↑  Our History. North Texas Commission. 2018年5月22日閲覧.
4. ↑  "Dallas/Fort Worth Metroplex" brand serves region well. (アーカイブ) North Texas Commission. 2002年1月1日. 2004年12月28日取得. 2018年5月22日閲覧.
5. ↑  OMB BULLETIN NO. 18-04: Revised Delineations of Metropolitan Statistical Areas, Micropolitan Statistical Areas, and Combined Statistical Areas, and Guidance on Uses of the Delineations of These Areas. Office of Management and Budget. 2018年9月14日.
6. 1 2  Physiographic Map of Texas. Bureau of Economic Geology, University of Texas at Austin. 1996年. 2018年5月23日閲覧.
7. ↑  Cross Timbers and Prairies Ecological Region. Texas Parks and Wildlife Department. 2018年5月23日閲覧.
8. 1 2  Historical Weather for Dallas, Texas, United States of America. Weatherbase.com. 2018年5月25日閲覧.
9. ↑  Tinsley, Anna M. 2016 election: Division in a key Texas Republican stronghold? Fort Worth Star-Telegram. 2016年11月13日. 2018年5月26
日閲覧.
10. ↑  Real GDP. U.S. Dept of Commerce. 2018年5月26日閲覧.
11. ↑  Corporate Headquarters. Greater Houston Partnership Research. 2017年6月22日. 2018年5月26日閲覧.
12. ↑  S&P CoreLogic Case-Shiller Home Price Indices Methodology. p.7. Standard & Poor's. 2018年4月. 2018年5月26日閲覧.
13. ↑  Fortune 500. Fortune. 2018年. 2018年5月27日閲覧.
14. ↑  Dallas-Fort Worth Int'l. (Form 5010) Airport Master Record. Federal Aviation Administration. 2018年5月24日. 2018年5月28日閲覧.
15. ↑  Texas Eagle. Amtrak. 2018年3月11日. 2018年5月28日閲覧.
16. ↑  Heartland Flyer. Amtrak. 2017年10月18日. 2018年5月28日閲覧.
17. ↑  Brief History of TWU. Texas Woman's University. 2018年5月29日閲覧.
18. ↑  Best Colleges 2018: National Universities Rankings. U.S. News & World Report. 2017年. 2018年5月29日閲覧.
2018年版（2017年発行）では南メソジスト大学は61位、テキサスクリスチャン大学は78位であった。
19. ↑  Lipsey, Sid. The 7 best state fairs in America. New York Post. 2014年6月5日. 2018年5月31日閲覧.
20. ↑  Lunsford, Mackensy. 5 Can't-Miss State Fairs: Plus a Look at Coke's Refreshing History on the Midway. The Coca-Cola Company. 2014年9月16日. 2018年5月31日閲覧.
21. 1 2  Cultural District Walking Map. Visit Fort Worth. 2018年5月31日閲覧.
22. ↑  Gardens & Collections. Fort Worth Botanic Garden. 2018年5月31日閲覧.
23. ↑  Big 12 Conference Staff Directory. Big 12 Conference. 2018年5月31日閲覧.
24. ↑  Staff Directory. Conference USA. 2018年5月31日閲覧.
25. ↑  Staff Directory. Southland Conference. 2018年5月31日閲覧.
26. ↑  Contact Us. WFAA. 2018年5月31日閲覧.
27. ↑  Contact Us. KDFW. 2018年5月31日閲覧.
28. ↑  Contact. KERA. 2018年5月31日閲覧.
29. ↑  About CBS 11. KTVT. 2018年5月31日閲覧.
30. ↑  Contact Us. KXAS. 2018年5月31日閲覧.